# Antioco Zucca
Antioco Zucca (* 21. Oktober 1870 in Villaurbana; † 6. Mai 1960 ebenda) war ein italienischer Philosoph. 

## Leben
Zucca besuchte die Schule in Oristano und in Cagliari, bevor er sich in Bologna zum Literaturstudium anmeldete. Ab 1893 besuchte er die Universität in Rom und schloss dort mit dem Diplom in Philosophie und Literatur ab. Hier zählten Angelo De Gubernatis, Antonio Labriola, Luigi Falchi und  Paolo Orano zu seinen Freunden und Gesprächspartnern. Zucca stand in Korrespondenz mit dem deutschen Dichter, Romanisten und Übersetzer Wilhelm Storck (1829–1905).

## Werke
- L’uomo e l’infinito, Imola, Tipografia sociale, 1894, rist. Roma, Perino, 1895; Roma, Voghera, 1906
- Il lamento del genio, parodia, Sassari, Gallizzi, 1898.
- Dopo il dolore, canto, Chiari, Rivetti, 1909.
- Il grande enigma, Modena, Formiggini, 1910.
- Le lotte dell’individuo, “Rivista di Filosofia”, III, fasc. 4, 1911.
- Le lotte dell’individuo, Modena, Formiggini, 1911.
- Essere e non essere, “Rivista di Filosofia”, XI, fasc. 5, 1919.
- Essere e non essere, Roma, Formiggini, 1920.
- Pensieri, “Rivista sarda”, vol. 1, nn. 5–7, 31 luglio 1919, pp. 173–176.
- Leggenda e realtà, “Rivista sarda”, vol. 2, n. 5, 30 giugno 1920.
- Roberto Ardigò e il vescovo di Mantova (un’intervista nel sogno), Roma, Rivista sarda, 1921.
- Roberto Ardigò e il vescovo di Mantova (un’intervista nel sogno), Roma, Ferri, 1922.
- Un filosofo di un filosofo, “Mediterranea”, vol. 2, n. 3, 30 marzo 1928, pp. 4–7.
- I rapporti fra l’individuo e l’universo, Padova, Cedam, 1937.
- Le veritable rôle de l’homme dans l’univers, Paris, Schleicher, s. a.